# Кошман, Иуда Антонович
Кошман Иуда Антонович (ок. 1872 или 1838 согласно надгробию в селе Солохаул, Черниговская губерния, Российская империя— 1935, Солохаул, СССР) — российский агроном и селекционер, в 1907 году заложивший самую северную в мире успешную плантацию чая в селе Солохаул близ Сочи. Ранее считалось, что выращивать чай севернее Аджарии невозможно. Иуда Кошман вошел в историю как основоположник сочинского сорта чая (также называемого краснодарским) — практически все последующие чайные хозяйства в сочинской зоне разводились семенами и саженцами с его солохаульской плантации.

## Биография
Иуда Антонович Кошман родился в Черниговской губернии. Подробности его рождения и ранней жизни неизвестны. Известно, что Кошман работал на чайных плантациях в Чакви (Аджария) в конце XIX века.
В 1900 году Иуда Антонович переселился вместе с семейством в Сочи. Вначале Кошманы поселились в долине реки Дагомыс, где в 1901 году ими была заложена плантация и получен первый урожай чая. Однако из-за конфликта с местными чаеторговцами, увидевшими в хозяйстве крестьянина угрозу для своего дела, Кошман был вынужден свернуть производство.
В 1905 году семейство перебралось в долину реки Шахе близ села Покровское (ныне Солохаул), где Кошман обустроил новый приусадебный участок. Среди множества плодовых культур в хозяйстве агронома имелось «800 чайных кустов, из которых 465 кустов посадки 1907 года и 335 кустов посадки 1909 года».
Известно, что осенью 1910 года Кошман представил образцы своего чая на Сочинской сельскохозяйственной выставке. Образцы получили хорошую оценку.
В 1913 Кошман участвовал в выставке «Русская Ривьера» в Петербурге и был награждён медалью «В память 300-летия царствования дома Романовых», а также премией в размере 200 рублей.
После Октябрьской революции роль Кошмана в акклиматизации чайного куста на столь северных широтах была оценена в полной мере. В 1923 году на сельскохозяйственной выставке в Москве он получил золотую медаль «За самый северный в мире чай».
Иуда Антонович Кошман скончался в 1935 году и был похоронен рядом с женой Матреной Ивановной на территории собственной усадьбы. Буквально спустя год после его смерти началось массовое развитие чайной промышленности в регионе. Новые плантации обеспечивались семенами и саженцами с плантации Кошмана.